# Denkendorf, Esslingen
Denkendorf är en kommun och ort i Landkreis Esslingen i regionen Stuttgart i Regierungsbezirk Stuttgart i förbundslandet Baden-Württemberg i Tyskland.